# Parafia Najświętszej Maryi Panny Nieustającej Pomocy w Słupach

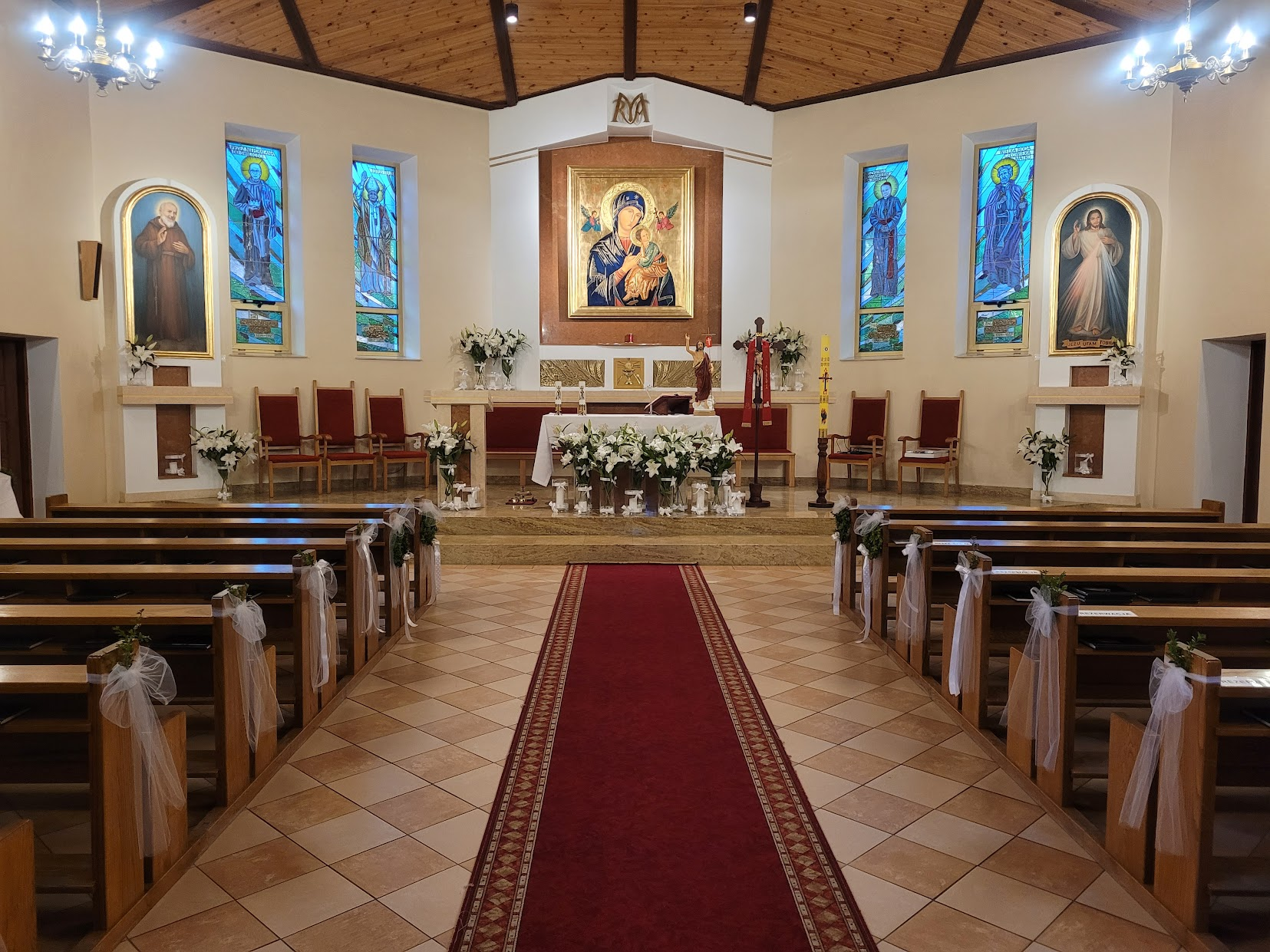
Widok wnętrza kościoła w Słupach, rok 2022

Parafia Najświętszej Maryi Panny Nieustającej Pomocy w Słupach – parafia rzymskokatolicka znajdująca się w archidiecezji warmińskiej, w dekanacie Olsztyn Północ.

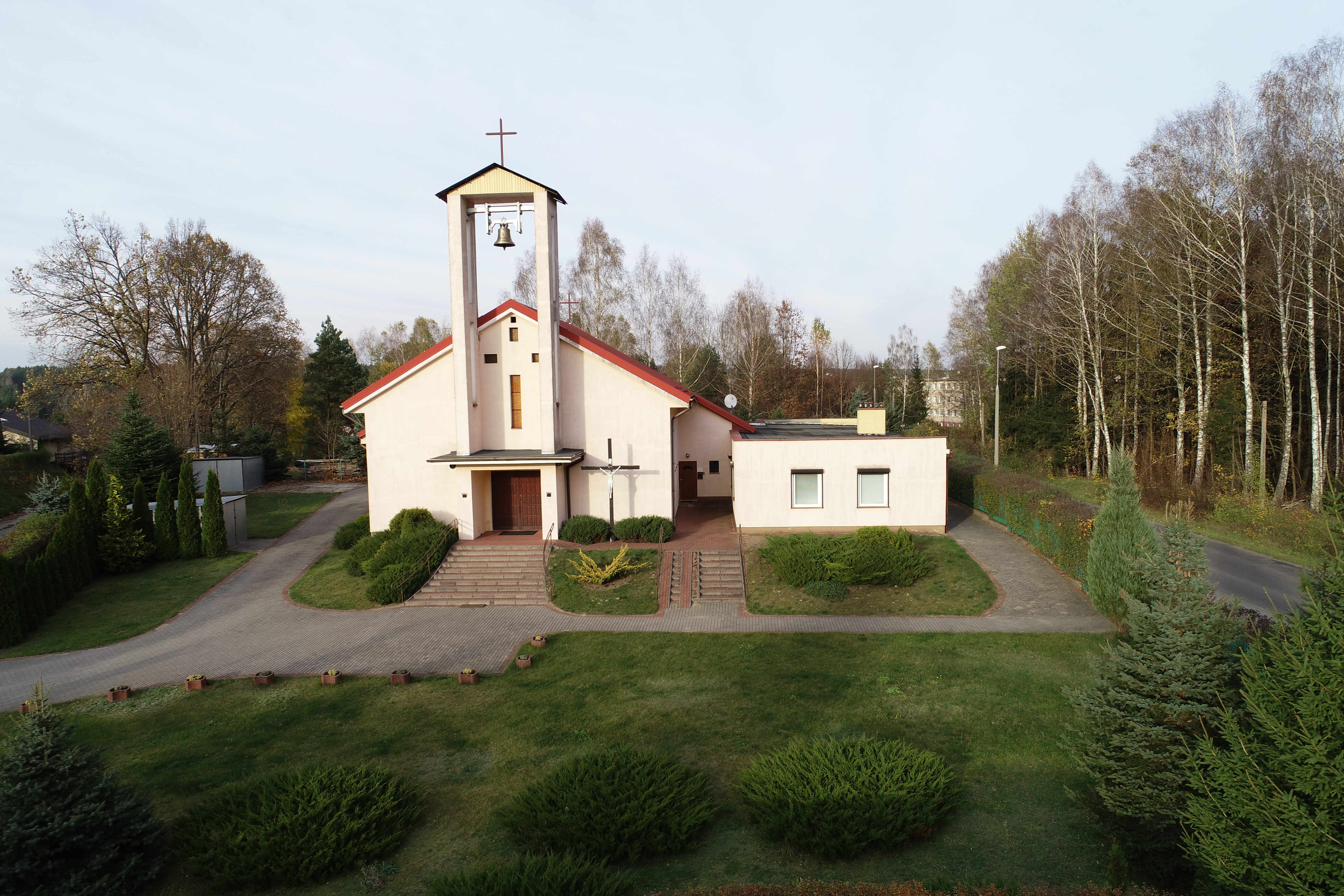
Kościół NMP Nieustającej Pomocy w Słupach w 2019 roku